# Кангашоя
Кангашоя — река в России, протекает по территории Боровского сельского поселения Калевальского района Республики Карелии. Длина реки — 10 км.
Река берёт начало из болота без названия и далее течёт преимущественно в юго-восточном направлении по заболоченной местности.
Река в общей сложности имеет три притока суммарной длиной 5,0 км.
Втекает на высоте 134,3 м над уровнем моря в озеро Нюк, из которого берёт начало река Растас, впадающая в реку Чирко-Кемь.
Населённые пункты на реке отсутствуют.
Код объекта в государственном водном реестре — 02020000912102000004157.